# Fluidică
Fluidica este domeniul tehnic și teoretic de folosire a fluidelor în realizarea de operații analogice sau digitale (binare) în mod similar celui din domeniul tehnicii electronice analogice și digitale. Teoria fluidicii (logica fluidică) este fundamentată pe hidraulică și pneumatică, și aici dinamica fluidelor (teoria), constituie o componentă esențială. Fluidica își are începuturile și s-a dezvoltat doar în ultimii 50-60 de ani, când după 1960 au fost realizate industrial primele amplificatoare fluidice, adică controlate și reglate cu ajutorul fluidelor. Termenul de "fluidică" este folosit în limbajul tehnic clasic, mai ales în legătură cu instalații pneumatice, hidraulice și componente "fixe" ale acestora cum sunt ventilele sau cilindrii (cu piston).   